# 泥風呂

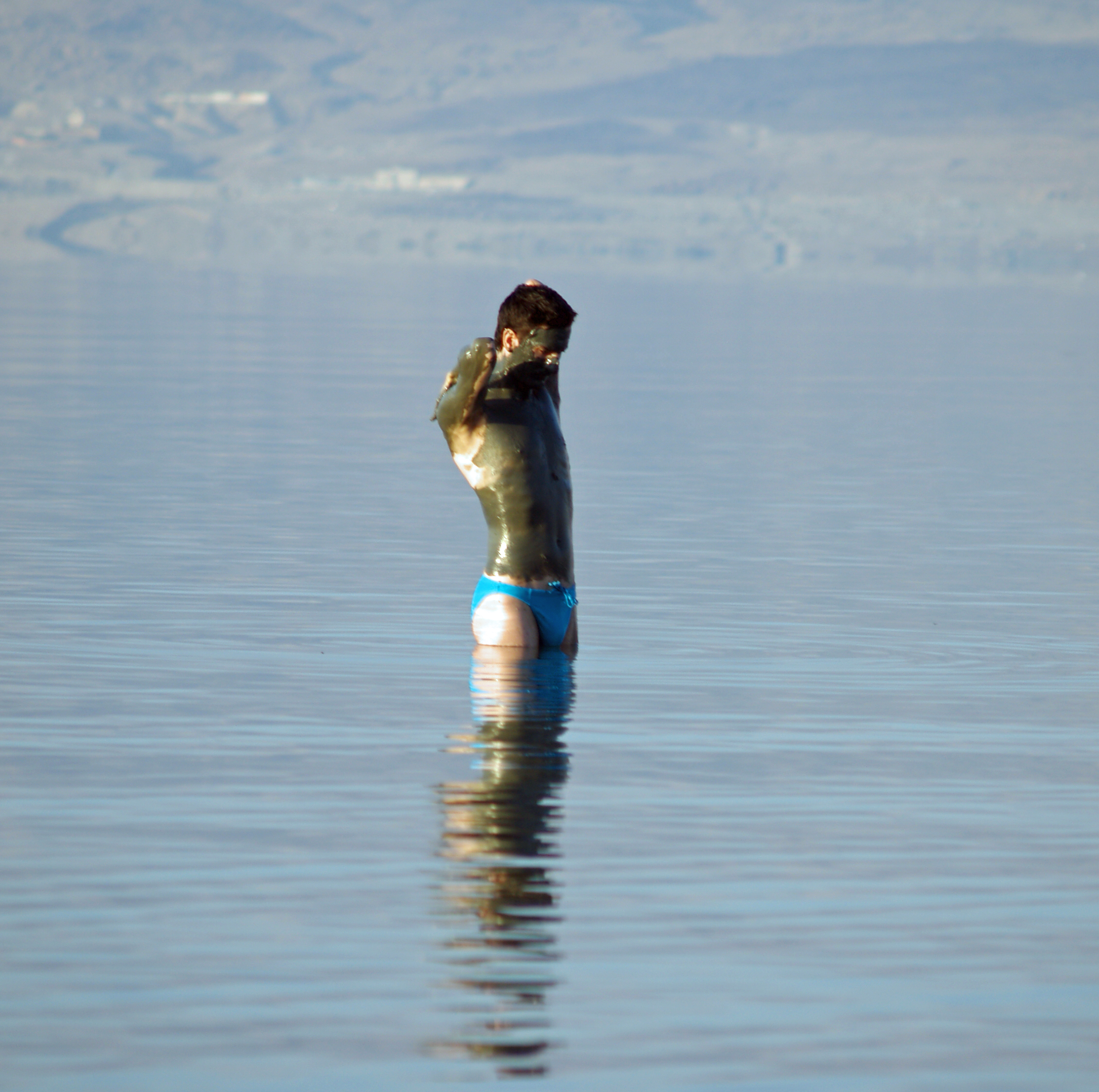
死海周辺の泥風呂

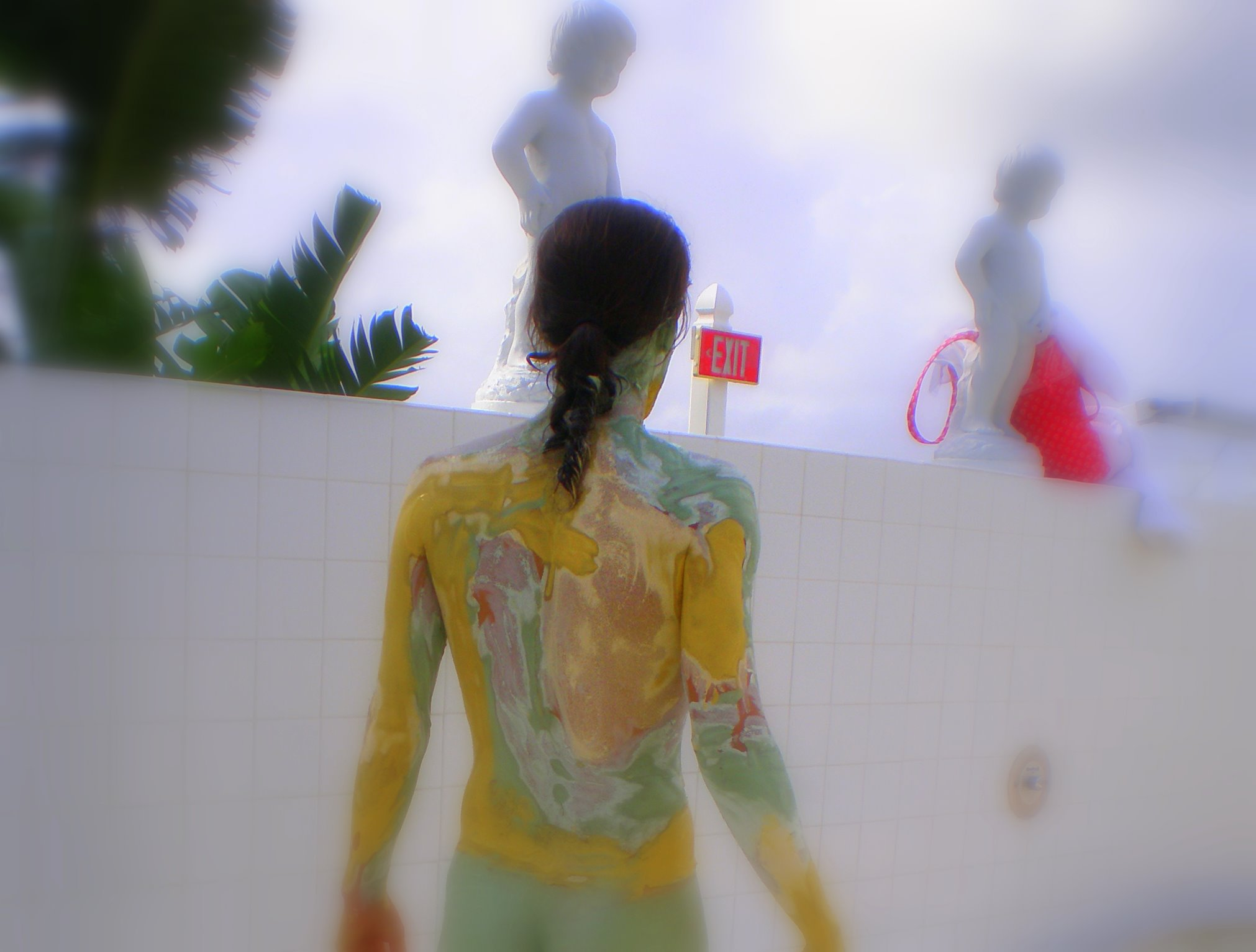
マイアミビーチの泥風呂

泥風呂（どろふろ）は、通常温泉に火山灰が伴う地域での泥の入浴方法。泥風呂は何千年も前から存在しており一部の高級スパでは現在、泥風呂が提供されている。 
海浜地区と温泉地区の一部（例えば、カリストガ 、ナパバレー）、泥火山（例えば、プラウティガ（ティガ島）、エルトトモ火山）、そして淡水湖または塩水湖の泥風呂のサービスが存在することになる。
日本においては別府温泉などが有名である。